# Gert Brüggemeier
Gert Brüggemeier (* 1944) ist ein deutscher Rechtswissenschaftler.

## Werdegang
Brüggemeier studierte an der Universität zu Köln und der Universität des Saarlandes Rechtswissenschaft. Sein Studium schloss er 1969 in Saarbrücken mit dem Ersten Juristischen Staatsexamen ab, sein Referendariat 1973 in Frankfurt am Main. Er promovierte 1973 auch an der Universität in Frankfurt am Main. Er war dann bis 1978 als Wissenschaftlicher Assistent am Institut für Wirtschaftsrecht der Universität Frankfurt tätig. 1978 wurde er zum Professor an der Universität Bremen berufen. Er lehrte dort Vertrags- und Haftungsrecht, Europäisches Privatrecht und Rechtsvergleichung. Brüggemeier war an der Universität in Bremen von 1991 bis 2004 geschäftsführender Direktor des Zentrums für Europäische Rechtspolitik (ZERP) und gehört dem Vorstand der Juristischen Gesellschaft Bremen e.V. an. Am 7. Februar 2009 wurde er mit einem Festakt im Bremer Rathaus in den Ruhestand verabschiedet und ihm hier bei einer Festschrift zu seinen Ehren überreicht. Neben seiner lehrenden Tätigkeit war er im zweiten Hauptamt von 1988 bis 2003 Richter am Oberlandesgericht Bremen, wobei er ab 1995 beurlaubt war.
Er war 1980 Visiting Scholar an der Law School in Berkeley, 1996/1997 Senior Research Scholar an der Law School in Yale, 1999 Visiting Professor an der Tulane University in New Orleans, 2004 Visiting Professor an der Faculté de Droit der Universität Freiburg im Üechtland, 2004 Senior Research Fellow an der Universität Paris I Panthéon-Sorbonne und vom Oktober 2004 bis Februar 2005 Visiting Professor der Law School der Universität Strathclyde in Glasgow.

## Veröffentlichungen (Auszug)

### Als Autor
- Haftungsrecht, Band der Enzyklopädie der Rechts- und Staatswissenschaft, Berlin/Heidelberg/New York, Springer-Verlag 2006, ISBN 978-3-540-29908-0
- mit Eike Schmidt: Grundkurs Zivilrecht, 7. Auflage, Neuwied, Luchterhand 2006, ISBN 978-3-472-06642-2 (bis zur 6. Auflage unter dem Titel Zivilrechtlicher Grundkurs erschienen)
- Prinzipien des Haftungsrechts – eine systematische Darstellung auf rechtsvergleichender Grundlage, Baden-Baden, Nomos Verlag 1999, ISBN 3-7890-5960-9
- Staatshaftung für HIV-kontaminierte Blutprodukte – eine Fallstudie, Baden-Baden, Nomos Verlag 1994, ISBN 3-7890-3360-X
- Deliktsrecht – ein Hand- und Lehrbuch, Baden-Baden, Nomos Verlag 1986, ISBN 3-7890-1245-9

### Als Herausgeber
- Transnationalisierung des Rechts/Eine Fachtagung aus Anlass des 20-jährigen Bestehens des ZERP, Baden-Baden, Nomos Verlag 2004, ISBN 3-8329-0661-4
- Rechtsprobleme von Qualitätsmanagementvereinbarungen und EG-Binnenmarkt, Baden-Baden, Nomos Verlag 1998, ISBN 3-7890-4940-9
- Verfassungen für ein ziviles Europa, Baden-Baden, Nomos Verlag 1994, ISBN 3-7890-3321-9